# Parada de Cala Finestrat (TRAM Alicante)
Cala Finestrat es una parada del TRAM Metropolitano de Alicante donde presta servicio la línea 1. Está situada en la zona sur del término municipal de Finestrat. Anteriormente, se denominó Hiper Finestrat y C.C. La Marina-Finestrat.

## Localización y características
Se encuentra ubicada junto a la calle Alicante, desde donde se accede, en el límite norte del centro comercial La Marina. Dispone de dos andenes y dos vías. Da servicio a la Cala Finestrat y a diversas urbanizaciones diseminadas por la zona montañosa entre Finestrat y Benidorm.

## Líneas y conexiones
| << Cabecera | < Estación    | Línea | Estación >   | Cabecera >> |
| ----------- | ------------- | ----- | ------------ | ----------- |
| Luceros     | Hospital Vila |       | Terra Mítica | Benidorm    |